# Karin Hochstatter
Karin Hochstatter (* 1960 in Köln) ist eine deutsche Bildhauerin und Medienkünstlerin.

## Leben
Von 1980 bis 1987 studierte sie an der Kunstakademie Düsseldorf bei Daniel Hees und Franz Eggenschwiler. Karin Hochstatter ist eine Meisterschülerin von Franz Eggenschwiler. 1989 erhielt sie das Schloss Ringenberg Stipendium des Landes Nordrhein-Westfalen, 1990 das Peter-Mertes-Stipendium des Bonner Kunstvereins, 1992 das Stipendium Olevano Romano der Deutschen Akademie Rom (Villa Massimo), 1996 das Friedrich-Vordemberge-Stipendium der Stadt Köln. 1998 lehrte Karin Hochstatter am Institut für Kunstpädagogik der Goethe-Universität, Frankfurt am Main. Im Jahr 2000 sprach ihr das Land NRW ein Auslandsstipendium in London zu. Zwischen 2001 und 2003 lehrte sie im Rahmen einer Gastprofessur an der Akademie für Bildende Künste, Mainz. 2007 folgte ein Gastaufenthalt am EKWC (European Ceramic Work Center) ‘s-Hertogenbosch (Niederlande). 2008/09 lehrte Karin Hochstatter als Gastprofessorin an der Hochschule für Bildende Künste (HBK), Braunschweig. 2014 unterrichtete sie als Adjunct Associate Professor für die Loyola Marymount University (LMU), Los Angeles. 2016 erhält sie das Stipendium der Stiftung Bartels Fondation, Basel. Seit 2019 unterrichtet sie an der Rheinischen Fachhochschule Köln.
Karin Hochstatter ist Mitglied im Deutschen Künstlerbund. Sie lebt und arbeitet in Köln.

## Werk

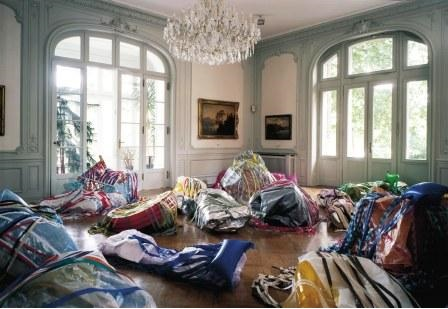
Salonstücke 7
Städtische Galerie Villa Zanders
(Foto: Eberhard Weible)

Karin Hochstatters Arbeitsschwerpunkt liegt in ihrem skulptural-installativen Werk. Darüber hinaus sind andere Medien wie Zeichnung, digitale Fotocollage, Film und Videoinstallation Teil ihres Werks.
Die Künstlerin bedient sich in ihrem skulpturalen Werk oftmals alltäglicher Ge- und Verbrauchsmaterialien, die durch den bildnerischen Prozess in neue Funktionszusammenhänge und Wahrnehmungskontexte gestellt werden. Die verwendeten Materialien sind zumeist Massenprodukte (beispielsweise Baustoffe oder Folien), im Unterschied zur Arte Povera entstammen sie jedoch hoch technisierten Produktionsprozessen. Durch Bearbeitung (wie Einschnitte oder Faltungen) und Zusammenfügung wird anders als beim Readymade oder dem Objet trouvé die Einzelerscheinung der verwendeten Elemente überblendet. Die so entstehenden plastischen Arbeiten sind singuläre Ereignisse im Raum, welche nie ein weiteres Mal in genau der gleichen Weise rekonfiguriert werden können. Sie alternieren »zwischen Form und ihrer Auflösung, Ordnung und Chaos, zwischen einer erkennbaren Absicht und scheinbarem Zufall«. Skulpturale Improvisationen fragiler Zustände, »changierend zwischen Fläche und Raum, zwischen Objekt und Projektion, Abbild und Bild«.

## Ausstellungen (Auswahl)

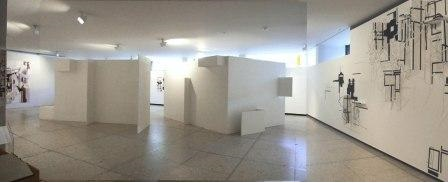
POMP
Wilhelm-Lehmbruck-Museum, Duisburg

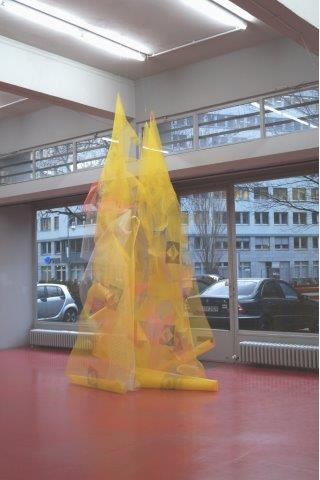
construct!
Deutscher Künstlerbund, Berlin

### Einzelausstellungen
- 1990: Karin Hochstatter, Artothek Köln
- 1993: Karin Hochstatter, Galerie Brandstetter & Wyss, Zürich und Solothurn
- 1995: Tina Haase – Karin Hochstatter, Mannheimer Kunstverein (Katalog)
- 1996: Karin Hochstatter, Kunstverein Region Heinsberg, Heinsberg
- 1998/99: Salonstücke 7, Städtische Galerie Villa Zanders, Bergisch Gladbach (Katalog)
- 2002: The drawing room p./vivar./bagheria, Kunsthaus Essen
- 2008/09: POMP, Wilhelm-Lehmbruck-Museum, Duisburg
- 2012: Desolate Sculpture, Kunstwerk Köln
- 2013: Skop (KWMobil 3), Kunstmuseen Krefeld
- 2015: continuum, Kunstverein Mönchengladbach
- 2016: Phi, Moltkerei Werkstatt, Köln
- 2016: ringsum, mh 17 – Stiftung Bartels Fondation, Basel
- 2016: »Et prend au sérieux les fantômes« (Videoinstallation zur Museumsnacht Köln auf Einladung von kunstgäste), Kulturbunker Köln
- 2019: HUB NACH RICHTUNG (mit Katja Butt), Museum Zündorfer Wehrturm, Köln
- 2019: Kepler-452b (mit Nicola Schrudde), Forum für Kunst und Kultur Herzogenrath e. V.

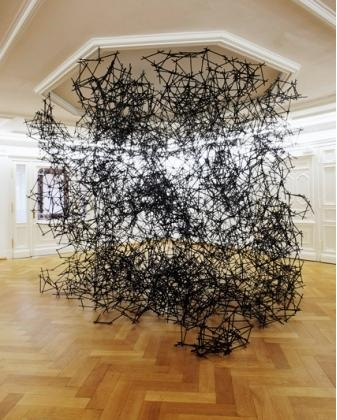
Salonstücke RELOADED
Kunstmuseum Villa Zanders
(Foto: Michael Wittassek)

### Gruppenausstellungen
- 1989: Ständegegenstände, Flottmann-Hallen, Herne (Katalog)
- 1990: X, Orangerie Schloss Augustusburg, Brühl (Katalog)
- 1991: Außerhalb von mittendrin, Neue Gesellschaft für Bildende Kunst (NGBK), Berlin (Katalog)
- 1995: ZWEI UND ZWANZIG, Bonner Kunstverein (Katalog)
- 1996: Nähe & Ferne, Sofia Art Gallery (City Gallery), Sofia (Katalog)
- 1997: Labor: Pop, Forum Bildender Künstler, Essen (Katalog)
- 1998: Unterschiedliche Dinge, Spreehalle im Deutschen Architektur Zentrum, Berlin
- 2000: Die Räder waren unsere Pferde und wichtig war nur, wer hatte wie viele Geheimnisse mit wem, Museum Katharinenhof, Kranenburg
- 2004: Gewalt.Macht.Spass, Evangelische Stadtakademie, Frankfurt am Main
- 2008: 2...3/4, Raum für Kunst und Musik, Köln
- 2008: Fieber tief in den Taschen, Schloss Waldthausen, bei Mainz (Katalog)
- 2011: Wenn es ernst wird, Prozesskunst als Konzept, IIB auf der Raketenstation Insel Hombroich (Stiftung Insel Hombroich)
- 2012: Cluster Camp, Vorgebirgsparkskulptur 2012, Köln (Katalog)
- 2012: Kunstfilmtag 2012, Malkasten, Düsseldorf (Katalog)
- 2012/13: Salonstücke RELOADED, Kunstmuseum Villa Zanders, Bergisch Gladbach (Katalog)
- 2013: EINS von HUNDERT, Kunst- und Museumsbibliothek der Stadt Köln, Museum Ludwig, Köln
- 2013: Moiras Planschränke – Eingeräumte Zeit, Raketenstation Insel Hombroich (Stiftung Insel Hombroich)
- 2015: construct!, Projektraum des Deutschen Künstlerbundes, Berlin
- 2016: Vor der Skulptur – Bildhauerzeichnungen (mit Tina Haase, Michael Seeling, Birgit Werres), Galerie Ulrich Mueller, Köln
- 2016: Was tun mit der Zeit (Regionale 17), Kunstverein Freiburg
- 2017: Rauschen – Immersion (EDITION BASEL), Basler Papiermühle
- 2021: mtrl, Werkschau Halle 12/Leipziger Baumwollspinnerei, Leipzig (Katalog)

## Filme über Hochstatter
- 2014: Karin Hochstatter – Der haltlose Blick, Dokumentarfilm von Ulla Kellerwessel, Deutschland 2013, 30 Min., Uraufführung am 13. April 2014 im Filmhauskino Köln.